# Raquel Gaspar
Raquel Gaspar (Colmeias), é uma bióloga marinha portuguesa conhecida por estudar as populações de golfinhos no estuário do Sado. Fundou a cooperativa Ocean Alive, na qual promove a participação das mulheres das comunidades piscatórias, em ações de protecção das pradarias marinhas e consequentemente dos oceanos. Este trabalho foi reconhecido pelo Ministério da Ciência, Tecnologia e Ensino Superior que a laureou com a Medalha de Mérito Científico em 2019.

## Percurso
Raquel Gaspar via em criança os documentários de Jacques-Yves Cousteau que lhe despertaram o interesse pelo mar.
Frequentou a Faculdade de Ciências da Universidade de Lisboa onde se licenciou em biologia marinha. Fez o doutoramento na Escócia na Universidade de St. Andrews onde apresentou a tese: Status of resident bottlenose dolphin population in the Sado estuary.

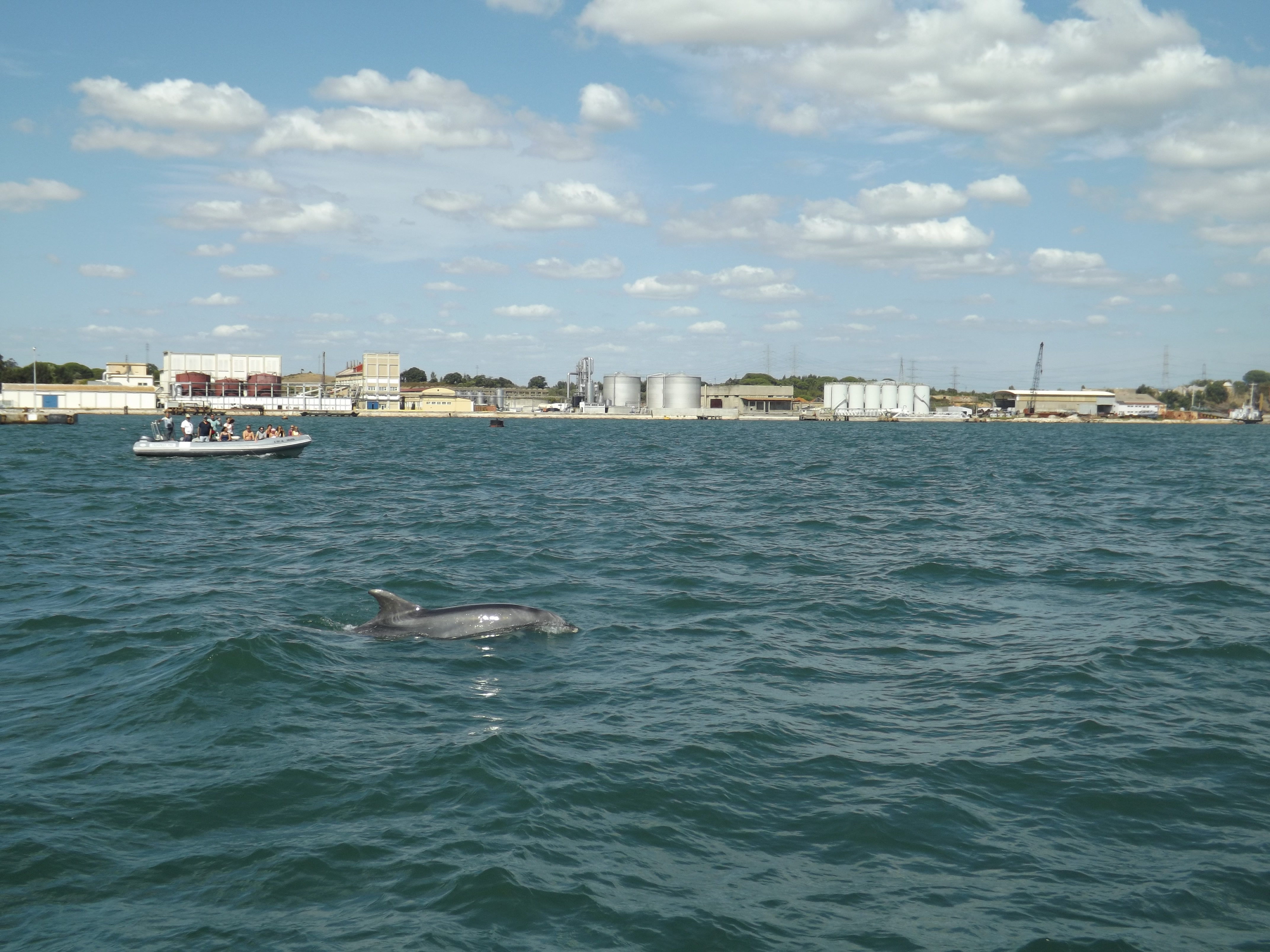
Um golfinho-roaz (Tursiops truncatus) na baía do rio Sado em Setúbal

Durante o seu trabalho de investigação sobre os golfinhos do estuário do rio Sado, deu-se conta que a sobrevivência destes, estava dependente da protecção dos peixes de que se alimentavam.
Em 2015 foi um dos membros fundadores a cooperativa Ocean Alive, que tem como objectivo de promover a preservação das pradarias marinhas que servem de berçário para as presas dos golfinhos e os oceanos, promovendo campanhas em que participam de forma activa as mulheres das comunidades piscatórias, a quem deram o nome de Guardiãs do Mar.
Por este projeto recebeu, da parte da National Geographic Society, uma bolsa para efectuar fazer o mapeamento das pradarias marinhas do estuário do rio Sado.
O seu trabalho, quer como activista quer como investigadora, também foi reconhecido pelo Ministério da Ciência, Tecnologia e Ensino Superior que a laureou com a Medalha de Mérito Cientifico em 2019.

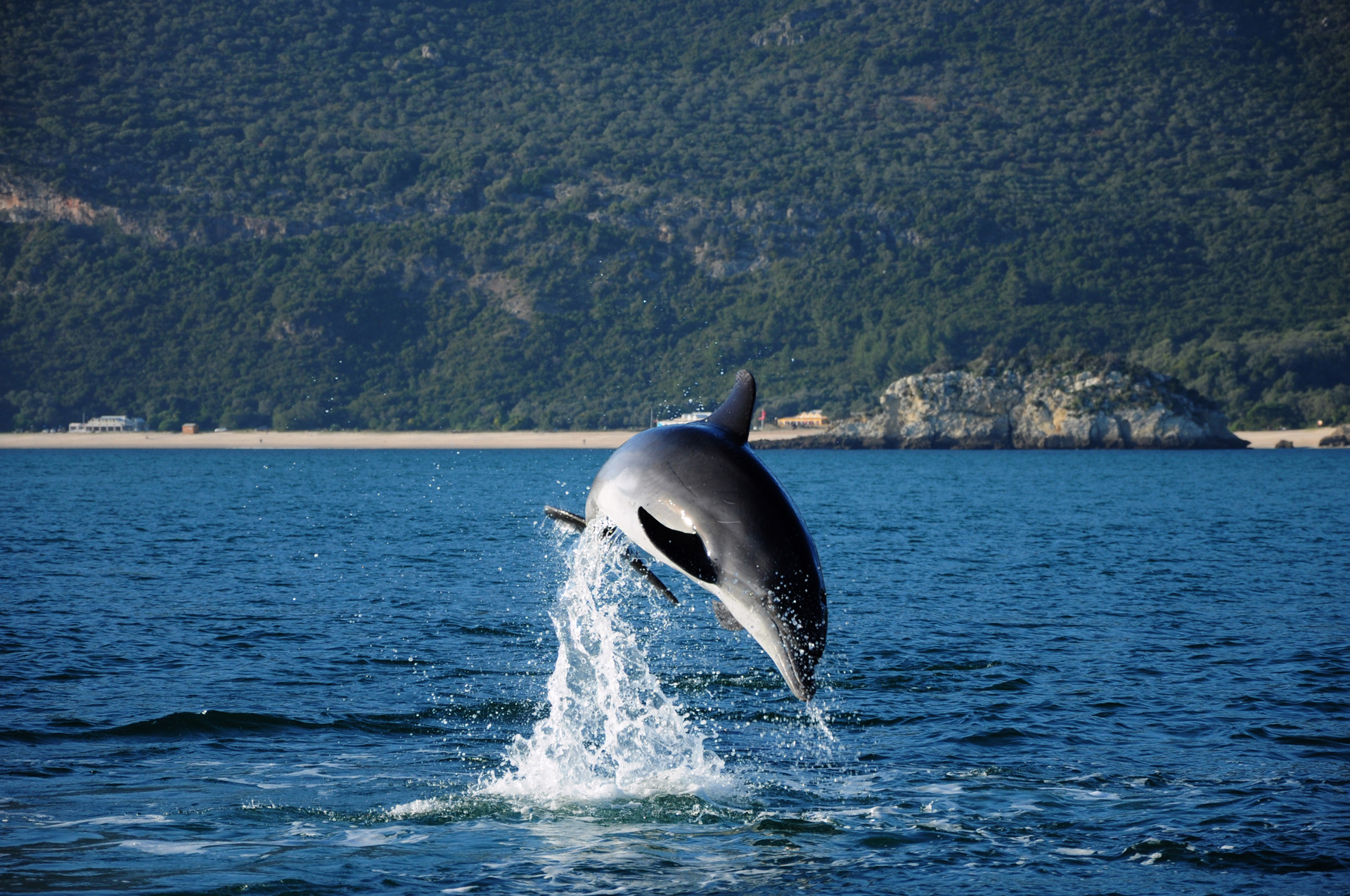
Golfinho do Sado no Portinho da Arrábida

## Trabalho de Investigação
O seu trabalho de investigação tem-se focado sobretudo nas populações dos golfinhos-roaz que vivem no estuário do rio Sado.
Através da monitorização da população residente e do seu habitat, efectuada durante mais de 20 anos, conseguiu reunir dados suficientes que permitiram criar um modelo que demonstrou que o declínio da população de golfinhos podia ser revertido, caso as pradarias marinhas fossem protegidas, umas vez que elas são a fonte de alimento dos peixes que por sua vez são comidos por eles.

## Reconhecimentos e Prémios
- 2015 - Foi distinguida com a Ariane Rothschild fellowship[11]
- 2016 - Com o projecto Guardiãs do Mar, ganhou o Prémio FAZ – Ideias de Origem Portuguesa, atribuído pela Fundação Calouste Gulbenkian que foi entregue por Marcelo Rebelo de Sousa[10][12]
- 2017 - Venceu o Prémio Terre de Femmes atribuído pela Fundação Yves-Rocher[13]

- 2019 - Recebeu a medalha de mérito científico do Ministério da Ciência, Tecnologia e Ensino Superior[8][6]
- 2019 - O Clube das Mais Belas Baías do Mundo distinguiu-a com uma bolsa de mérito[2][14]
- 2019 - Foi nomeada National Geographic Explorer[7][15][16]

## Obras Seleccionadas
É autora dos livros:
- 2003 - Status of resident bottlenose dolphin population in the Sado estuary (tese), Fife[17]

- 2009 - Os amigos da menina do mar, ilustrações de Ângelo Encarnação, Associação Viver a Ciência, ISBN 978-989-96453-0-1 [18][19]
- 2012 - Histórias dos roazes do Sado, ilustrações de Marcos Oliveira, Associação Viver a Ciência, ISBN 978-989-96453-1-8[20][21]